# Al-Muktadir
Abū’l-Faḍl Jaʿfar ibn Aḥmad ibn Ṭalḥa ibn Jaʿfar ibn Muḥammad ibn Hārūn Al-Muqtadir bi'Llāh (arab. ‏أبو الفضل جعفر بن أحمد المعتضد بالله‎), znany również jako al-Muqtadir bi'Llāhⓘ (arab. ‏المقتدر بالله, "Potężny w Bogu"‎, ur. 13 listopada 895 w Bagdadzie, zm. 31 października 932 tamże) – osiemnasty kalif Abbasydów.

## Życiorys
Przyszły kalif Al-Muktadir przyszedł na świat 14 listopada 895 roku, jako drugi syn kalifa Al-Mu’tadida. Jego matką była konkubina i umm al-walad ojca Shaghab.

### Panowanie

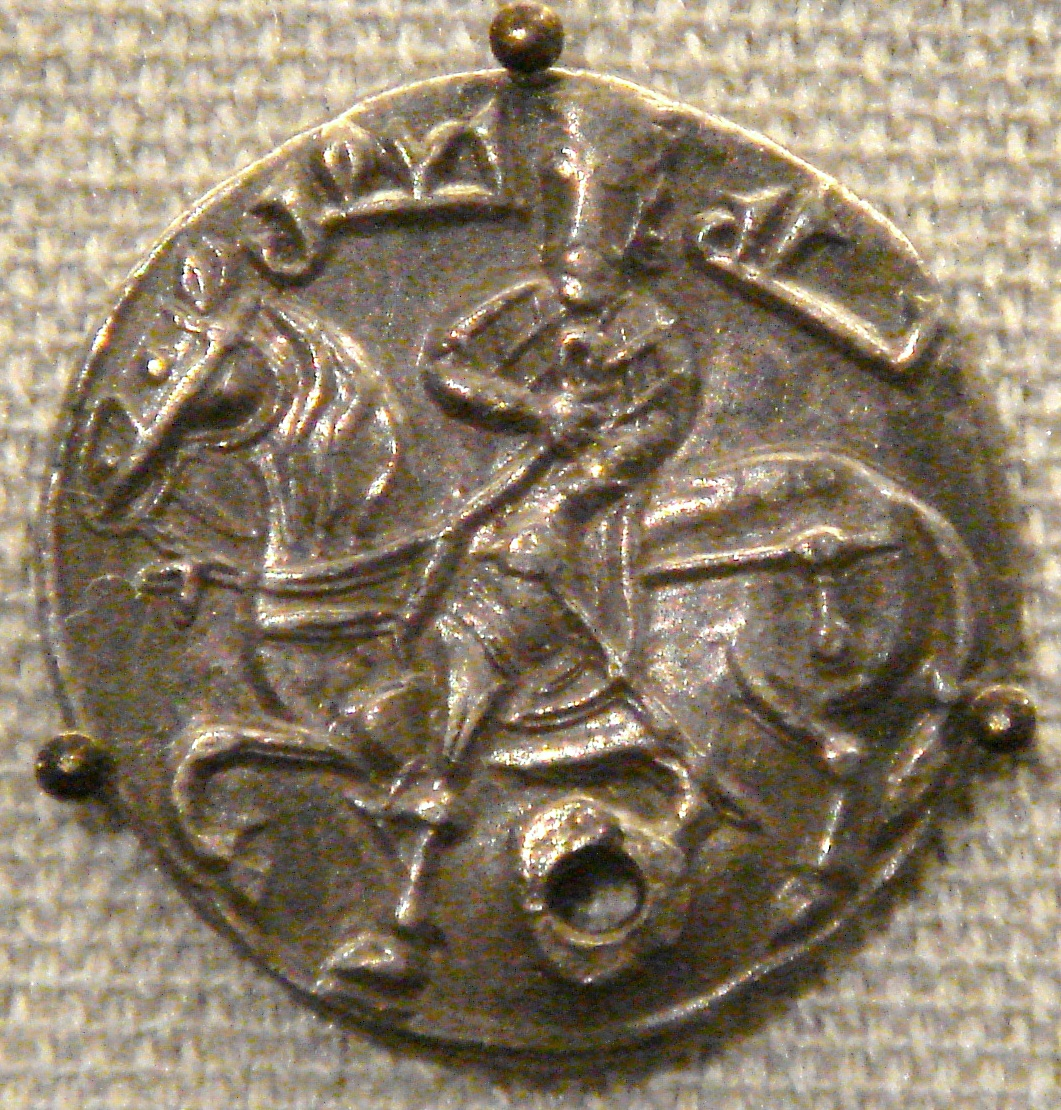
Srebrny dinar kalifa Al-Muktadira

Al-Muktadir był pierwszym nieletnim kalifem w historii muzułmańskiej i w związku z tym w początkowych latach jego panowania powołano radę regencyjną (al-sāda, „panowie”), w skład której, według al-Tanukhi, wchodziła jego matka Shaghab, jej osobista agentka (qahramāna) Umm Musa, jej siostra Khatif i inna była konkubina al-Mu’tadida, Dastanbuwayh. Shaghab, zwykle znana po prostu jako al-Sayyida („Dama”), całkowicie „dominowała nad synem, wykluczając inne kobiety w jego haremie, w tym żony i konkubiny”; al-Muktadir spędzał większość czasu w kwaterach matki. W rezultacie sprawy rządowe zaczęto rozstrzygać w prywatnych kwaterach władcy, a nie w pałacu publicznym zdominowanym przez biurokrację, a Shaghab stała się jedną z najbardziej wpływowych postaci panowania syna, ingerując w mianowanie i zwalnianie urzędników, wnosząc wkłady finansowe do skarbu państwa i podejmując działalność charytatywną. Późniejsi historycy zazwyczaj przedstawiają Shaghab jako „chciwą i krótkowzroczną intrygantkę”.
Mu’nis al-Muzaffar był jednym z pierwszych zagorzałych przeciwników Ibn al-Furata i sojusznikiem jego głównego rywala, Alego ibn Isa al-Dżarraha oraz jego frakcji. Ibn al-Furata był wyższym urzędnikiem kalifatu Abbasydów  pełnił trzykrotnie funkcję wezyra pod rządami Al-Muktadira.
W 928 roku, po usunięciu z wezyratu swojego faworyta, Alego ibn Isy, Mu’nis przeprowadził zamach stanu i obalił Al-Muktadira, a na jego miejsce wprowadził swojego przyrodniego brata Al-Kahira, ale wycofał się po kilku dniach. Mu’nis sprawował teraz praktycznie dyktatorską władzę nad rządem Abbasydów.
W 931 roku Al-Muktadir zgromadził wystarczające poparcie, aby zmusić go do opuszczenia Bagdadu, ale w 932 roku, po zebraniu wojsk, Mu’nis wkroczył do Bagdadu i pokonał armię kalifa pod murami miasta, a Al-Muktadir poległ na polu bitwy. Triumfujący Mu’nis ustanowił teraz Al-Kahira kalifem, ale obaj szybko się od siebie oddalili. W 933 roku Al-Kahir zwabił Mu’nis i jego głównych poruczników do pałacu, gdzie zostali straceni.

## Życie prywatne
Al-Muktadir miał tylko jedną żonę, która nazywała się Hurra bint Badr. Miał on natomiast liczne konkubiny. Jedną z nich była kobieta imieniem Zalum, matka najstarszego syna kalifa, Ar-Radiego i księcia Haruna. Inną konkubiną była Dimma, matka księcia Ishaka i babcia przyszłego kalifa, Al-Kadira. Następna konkubina nazywała się Khalub, ale znana była również jako Zuhra. Ona była matką kalifa Al-Muttakiego. Konkubina Mash’ala była Saqalibą i matką przyszłego kalifa, Al-Mutiego. Inną konkubiną była Khamrah. Była matką księcia Isy i jest opisywana jako osoba bardzo dobroczynna wobec biednych i potrzebujących. Kolejną konkubiną była matka księcia Ibrahima, który urodził się w 909 roku. Matka dziecka została pochowana na cmentarzu Rusafah. Oprócz wcześniej wspomnianych synów, Al-Muktadir miał dwie córki: jedna zmarła w 911 roku i została pochowana obok grobu swojego dziadka, Al-Mu’tadida, a druga zmarła w 917 roku i została pochowana na cmentarzu Rusafah.